# Annette-von-Droste-Hülshoff-Gymnasium (Gelsenkirchen)
Das Annette-von-Droste-Hülshoff-Gymnasium (auch AvD) in Gelsenkirchen-Buer ist ein städtisches Gymnasium, das nach der Dichterin Annette von Droste-Hülshoff benannt ist. Zurzeit werden ungefähr 800 Schüler von ca. 70 Lehrkräften unterrichtet (Stand April 2022).

## Geschichte
Das Annette-von-Droste-Hülshoff-Gymnasium wurde 1907 unter der Leitung von Maria Kraneburg gegründet und 1910 als höhere Lehranstalt anerkannt. Im Jahr 1911 verließen die ersten Schülerinnen die Schule mit dem Zeugnis der Mittleren Reife. Nach mehreren Erweiterungen fand im Jahr 1931 die erste Reifeprüfung des Mädchengymnasiums statt.
1938 wurde die Schule in Annette-von-Droste-Hülshoff-Gymnasium umbenannt. Außerdem hatte auch diese Schule unter der Zeit des Nationalsozialismus und dem Zweiten Weltkrieg zu leiden; u. a. war die Leiterin Maria Kraneburg ihres Amtes enthoben und 1939 der neue Schulleiter zum Heeresdienst eingezogen worden.
Nach dem Krieg und einem zwischenzeitlichen Verbot des Unterrichts durch die Alliierten erfolgte im Jahr 1946 die Wiedereröffnung der Schule unter der Leitung von Oberstudienrätin Rechmann.
1967 zog die Schule an ihren heutigen Standort, direkt neben das damals dort neu entstehende Max-Planck-Gymnasium.
Im Jahr 1972 wurde im nun ehemaligen Mädchengymnasium die Koedukation eingeführt. Seit 1978 kooperieren das Annette-von-Droste-Hülshoff und das benachbarte Max-Planck-Gymnasium vor allem in der gymnasialen Oberstufe. Eine Kooperation mit dem Leibniz-Gymnasium findet innerhalb einer Theatergruppe statt.
1999 wurde der Neubau fertiggestellt, in dem sich z. B. die Computerräume befinden.

## Profilklassen
In einer bilingualen Klasse wird Geschichts- bzw. Politikunterricht in englischer Sprache erteilt. Die Voraussetzungen für ein bilinguales Abiturfach können bereits in der Sekundarstufe I erfüllt werden.
Das musikalische Profil wird besonders in einer Bläserklasse umgesetzt, die in den Jahrgängen 5 und 6 eingerichtet ist. Das Gymnasium verfügt über mehrere Chöre und ein Schulorchester.

## Sanitätsdienst
Das Annette-von-Droste-Hülshoff Gymnasium bietet den Schülerinnen und Schülern der Schule von Schulbeginn bis Schulschluss die Möglichkeit bei körperlichen Beschwerden wie Verletzungen, Bauch- und Kopfschmerzen oder Übelkeit einen Ort, an welchen sie in Ruhe behandelt werden können. Die Sanitäter sind Schüler der Schule, die die Ausbildung zum Sanitäter erfolgreich bestanden haben.